# Luc Bossi
Pour les articles homonymes, voir Bossi.
Luc Bossi est un scénariste, producteur, adaptateur et un auteur français. Né à Gap le 6 novembre 1972. Son parcours l'a amené aux États-Unis d'Amérique à la recherche d'une nouvelle façon de penser le cinéma qu'il a exportée à son retour en France [réf. nécessaire]. 
Son œuvre littéraire Manhattan Freud inspirera l'épisode Alter ego à la seconde saison de la série Lie to Me.

## Filmographie
- 2003 : Sœur Thérèse.com (scénariste)
- 2005 : L'Empire des loups  de Chris Nahon (scénariste)
- 2007 : Paris, enquêtes criminelles (scénariste)
- 2008 : Ca$h de Éric Besnard (producteur associé)
- 2008 : 15 ans et demi de  François Desagnat (producteur)
- 2009 : Brigade Navarro (scénariste)
- 2011 : La Chance de ma vie de Nicolas Cuche (scénariste)
- 2011 : La Proie de Éric Valette (scénariste, producteur)
- 2011 : Le Kaméléon (producteur - Projet interrompu ?)
- 2012 : À cœur ouvert (scénariste)
- 2013 : L'écume des jours de Michel Gondry (scénariste, producteur)
- 2018 : L'Extraordinaire Voyage du fakir qui était resté coincé dans une armoire Ikea de Ken Scott (scénariste, producteur délégué)

## Publication
- 2009 : Manhattan Freud (roman - Éditions Albin Michel),  (ISBN 978-2253128632)